# The Fable of the Bush League Lover Who Failed to Qualify
The Fable of the Bush League Lover Who Failed to Qualify è un cortometraggio muto del 1914 diretto da Richard Foster Baker, il cui soggetto è tratto da una storia di George Ade.
Il film è interpretato da Wallace Beery e Francis X. Bushman.

## Trama
Homer Splivins, un sempliciotto, cerca di imitare un famoso idolo dei matinée credendo di poter conquistare così una bella signora della quale si è innamorato.

## Produzione
Il film fu prodotto dalla Essanay Film Manufacturing Company.

## Distribuzione
Distribuito dalla General Film Company, il film - un cortometraggio di una bobina - uscì nelle sale cinematografiche USA il 9 dicembre 1914.